# Малая Остенка
Малая Остенка — деревня в Ершовской волости Псковского района Псковской области России.
Расположена в 16 км к северу от центра города Пскова и в 1 км к востоку от волостного центра деревни Ершово.
| 2001 | 2002 | 2010 |
| ---- | ---- | ---- |
| 17   | ↗18  | ↘15  |

## География
В 200 метров от центра деревни течет река Боровка, в западу от центра деревни в 1 километре находится дорога К58к-096